# Max Kämper
Max Eduard Kämper, né le 16 décembre 1879 à Jüterbog (Allemagne) et mort le 10 novembre 1916 à Sailly-Saillisel (France), était un ingénieur minier allemand qui contribua à la connaissance du grand réseau souterrain de Mammoth Cave.

## Biographie
Fils du général prussien Hugo Kämper et de Lina (Caroline) Luyken (fille d'un propriétaire d'usine), Max Kämper est né le 16 décembre 1879 à Jüterbog, en Allemagne
Après des études d'ingénieur à Berlin, Max Kämper arrive le 16 mai 1907 à New York, à bord du paquebot Friedrich der Große. Il commence à travailler chez Lidgerwood Hoisting Engines à Brooklyn. Il passe au total un an et demi aux États-Unis afin d'apprendre la langue anglaise et pour étudier les méthodes de fabrication américaines. Pour des raisons encore inconnues, il passa 8 mois à Mammoth Cave, de février 1908 à décembre 1908.
De retour en Allemagne, il se marie le 9 octobre 1909 à Berlin avec Elsbeth Patschkowski ; ils ont deux enfants : Hans Kämper (1910-1999) et Ilse Kämper (1913-1979).
Kämper est tué dans la guerre de tranchées, le 10 novembre 1916, pendant les derniers jours de la bataille de la Somme. Il est enterré au cimetière de guerre de Cambrai.

## Contribution spéléologique à Mammoth Cave
Son levé de 1908 et sa carte de Mammoth Cave (Kentucky, USA), représentent la première étude précise de ce système souterrain qui est la plus longue grotte connue dans le monde. Pour des raisons commerciales liées à l'exploitation de la grotte, ce plan qui retrace les 58 kilomètres de réseau connus à l'époque, est resté longtemps confidentiel et certaines données (orientation notamment) ont été cryptées.
En compagnie du guide Ed Bishop, ils découvrent Violet City, Elizabeth's Dome, Gerta's Grotto, Ultima Thule, Mt. McKinley, Kentucky Avenue, Bismarck Dome et d'autres salles ou galerie du système souterrain.
Kämper est arrivé à Mammoth Cave en 1908 et en est parti 8 mois plus tard, en 1909.